# Sporohalobacter lortetii
Sporohalobacter lortetii è una specie di batterio appartenente alla famiglia delle Halobacteroidaceae.